# Torkos Sándor
Torkos Sándor (1833 körül – Sopron, 1865. július 5.) nyelvész, jogtanár, az MTA levelező tagja.

## Élete
Miután befejezte tanulmányait, a soproni királyi váltótörvényszéknél volt iktató, majd a soproni ágostai hitvallású evangélikus főtanodában rendkívüli jogtanár. A Magyar Tudományos Akadémiának 1861. december 20-től levelező tagja, székfoglaló előadását 1862. május 13-án tartotta. Elhunyt 1865-ben, 32 évesen. Nyelvkészként a Zala vármegyei nyelvjárásról (Göcsej), a regölésről és a magyar–finn nyelvsajátosságokról írt tanulmányokat.

## Munkássága
Nyelvész, a göcseji nyelvjárás kutatója, finnugrista, az újgrammatikus nyelvészet képviselője, Hunfalvy Pál követője. Foglalkozott a magyar nyelv görög jövevényszavaival. Számos újságcikket írt különböző folyóiratokba (Magyar Nyelvészet, Új Magyar Múzeum, Hölgyfutár, Ország, Pesti Napló).  
Korában szokatlan módon világosan elválasztotta a nyelvi rokonságot a néprokonságtól: „Az egybehasonlító nyelvtudomány nem azonos a nemzetek őstörténelmével”, és tagadta, hogy a nyelvi rokonságból az őstörténelemre lehetne következtetni, vagyis hamis az, hogy „a nyelvészet, nevezetesen az összehasonlító nyelvészet, a nemzetek eredetét kutatja s igy voltaképen a történelem segédtudománya”. A beszédképességet megkülönböztette a nyelvtől, amely szerinte a közösség tulajdona, és „emberi megállapodás műve”, tanult rendszer, szemben a velünk született néprokonsággal.

## Munkái

### Cikkei

#### A Magyar Nyelvészetben:
- A göcseji nyelvjárás I. (1856),
- Kellgrén: Die Grundzüge der finnischen Sprache, könyvismertetés (1856),
- A göcseji nyelvjárás II. (1857),
- Egy göcseji mysterium (1859),
- A hanghasonítás a magyar helyesírásban (1859),
- «A regélés» Zala megyében (1860),
- Még néhány szó a regélésrül (1860),
- Zalai helynevek (1861),
- A’ hellén nyelv nyomai a’ magyarban, könyvismertetés (1861),
- Lichtenstein: Pasilogie oder die Weltsprache, könyvismertetés (1861),
- Jegyzetek a vég-y-ról (1861);

#### Az Új Magyar Múzeumban:
- Az új hellén népköltészet (1858);

#### A Hölgyfutárban:
- Az anyanyelv, nyelvészeti elmefuttatások (1861);

#### Az Országban:
- A macaronismus a magyar irodalomban (1863);

#### A Pesti Naplóban:
- Nyelvtudomány és őstörténelem (1863),
- Magyar és finn nyelvsajátságok (1863).

### Akadémiai székfoglalója
- A magyar személyszók viszonyítása[5]